# Hoplocorypha carli
Hoplocorypha carli es una especie de mantis de la familia Thespidae.

## Distribución geográfica
Se encuentra en Ruanda.